# Percnia subfumida
Percnia subfumida là một loài bướm đêm trong họ Geometridae.